# Heinrich Schulthess-von Meiss

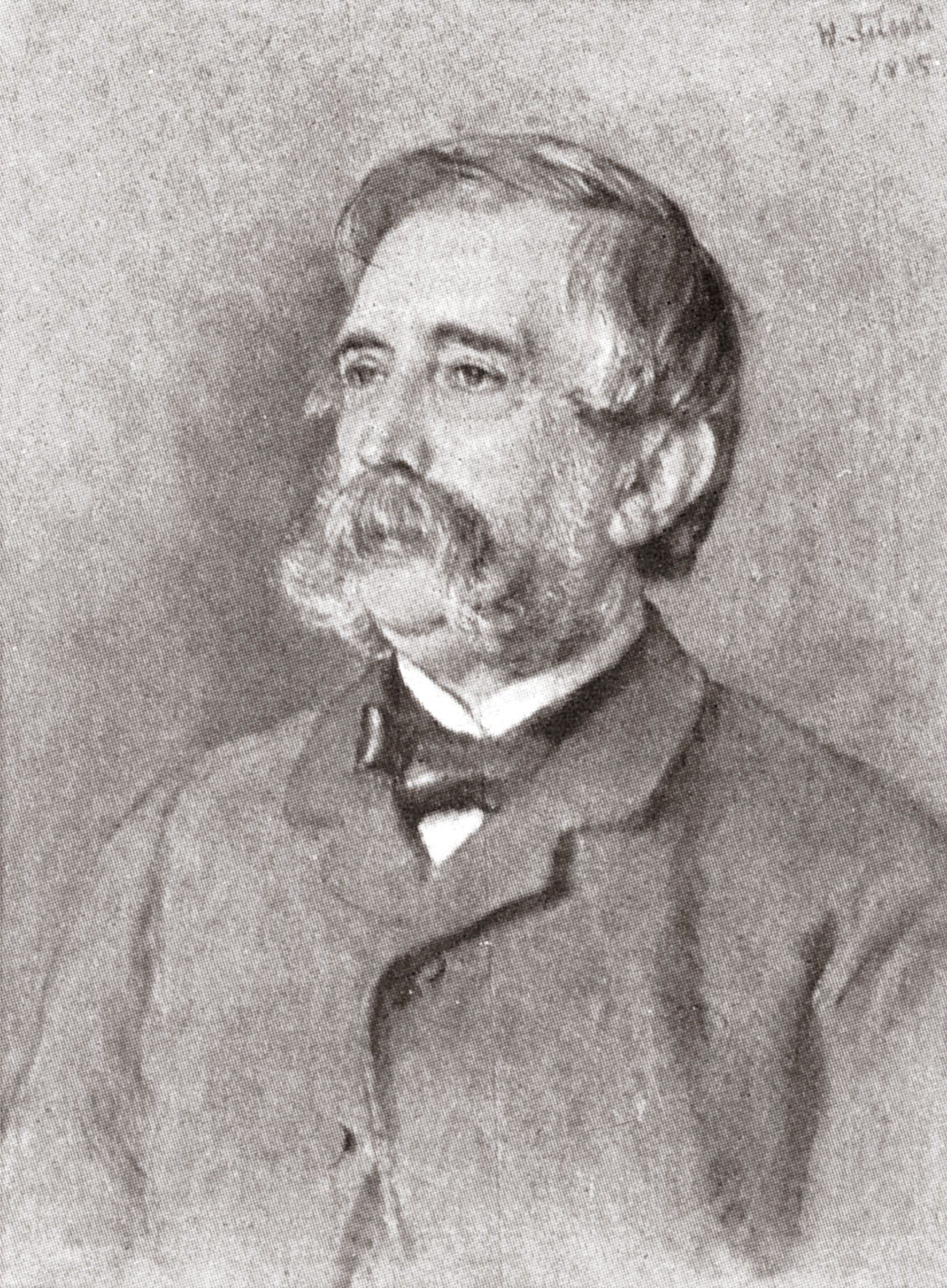
Heinrich Schulthess-von Meiss

Heinrich Schulthess-von Meiss (* 11. Dezember 1813 in Zürich; † 26. Juli 1898 ebenda) war ein Schweizer Bankier, Mäzen und Kunstsammler.
Er war der Sohn des Hans Conrad Schulthess und seiner Frau Anna geb. Landolt. 1839 heiratete er Bertha von Meiss.
Schulthess-von Meiss leitete ab 1849 das vom Vater ererbte Bankhaus Caspar Schulthess Erben. Er beauftragte den Bau des Villette Parks und der dazugehörigen Villa in Cham.
1868 brachte er gemeinsam mit seiner Schwester Barbara das väterliche Landhaus Wäldli in Zürich in eine Stiftung für alte Leute (heute Alterszentrum Hottingen) ein. Seine bedeutende Sammlung europäischer Grafik vermachte er der Graphischen Sammlung der ETH Zürich, wo sie einen wesentlichen Teil des Bestands bildet. Dem Schweizerischen Landesmuseum hinterliess er wichtige Objekte aus der ehemaligen Porzellanmanufaktur Kilchberg-Schooren bei Zürich.

## Quelle
- Hanspeter Lanz: Heinrich Schulthess. In: Historisches Lexikon der Schweiz.  21. November 2012, abgerufen am 5. Juni 2024.

| Personendaten    | Personendaten                             |
| ---------------- | ----------------------------------------- |
| NAME             | Meiss, Heinrich Schulthess-von            |
| KURZBESCHREIBUNG | Schweizer Bankier, Mäzen und Kunstsammler |
| GEBURTSDATUM     | 11. Dezember 1813                         |
| GEBURTSORT       | Zürich                                    |
| STERBEDATUM      | 26. Juli 1898                             |
| STERBEORT        | Zürich                                    |